# 哈拉德林人

電影《魔戒二部曲：雙城奇謀》裡的哈拉德林人。

哈拉德林人（英語：Haradrim）或東夷南蠻（英語：Southrons）是在托爾金（J. R. R. Tolkien）奇幻小說中的中土大陸上其中的一個人類種族。主要於《魔戒三部曲》裡登場，而在《未完成的故事》及《精靈寶鑽》裡亦有提及。
哈拉德林人居住在哈拉德威治（Harad），哈拉德威治的意思是「南方」，剛鐸（Gondor）的人類以此稱呼哈爾南河（Harnen）以南的地區。哈拉德林人是泛指多個文化種族。哈拉德林人只是剛鐸人類概括邊界以南那些高傲好戰的人類。

## 歷史
第二紀元，哈拉德林人與努曼諾爾（Numenor）的人類有聯繫。初時，他們是朋友及師生的關係，後來，努曼諾爾國王為了追求財富和權力，要在中土大陸擴大版圖，於是在貝爾法拉斯灣（Bay of Belfalas）以南建立昂巴（Umbar），成為努曼諾爾在中土大陸的大本營。昂巴向哈拉德威治的各部落徵收巨額稅貢。這導致哈拉德林人投靠索倫（Sauron）一方，並在精靈及人類最後同盟（Last Alliance of Elves and Men）戰爭及其後的戰爭投在索倫麾下戰鬥。在《魔戒二部曲：雙城奇謀》，山姆·詹吉（Sam Gamgee）推測哈拉德林人被索倫欺騙，並活在恐懼當中。
哈拉德林人是剛鐸的死敵，他們之間發生過許多次戰爭，大多都是哈拉德林人落敗。第三紀元1015年，哈拉德林人的各部族聯合起來，並與黑暗努曼諾爾人共同圍攻昂巴，直至第三紀元1050年，海爾曼達希爾一世（Hyarmendacil I）自剛鐸率軍增援昂巴，大敗哈拉德林人。自此至剛鐸皇室鬥爭的一段時期，哈拉德林人臣服剛鐸，向剛鐸進貢及送質子到剛鐸官廷。皇室鬥爭後，哈拉德林人復反，並支援昂巴的叛軍對抗剛鐸。第三紀元1540年，剛鐸國王雅達墨（Aldamir）在哈隆鐸（Harondor）被哈拉德林人殺死，雅達墨之子海爾曼達希爾二世（Hyarmendacil II）擊敗哈拉德林人。哈拉德林人的勢力也被大瘟疫削弱。第三紀元1850年後，剛鐸放棄昂巴，哈拉德林人不費吹灰之力佔領了。第三紀元1944年，哈拉德林人聯合戰車民（Wainriders）入侵剛鐸。埃阿尼爾二世（Earnil II）在波羅斯河（Poros）渡口附近擊退了入侵者。此後直至第三紀元2758年，哈拉德林人再沒有發動大規模入侵，但卻和剛鐸爭論哈隆鐸的主權。第三紀元2758年，哈拉德林人進攻剛鐸沿岸。魔戒聖戰之前的最後一次入侵發生在第三紀元2885年，但被剛鐸及洛汗（Rohan）聯軍擊退。
魔戒聖戰（War of the Ring）時期，哈拉德林人、東方人（Easterlings）及半獸人都在索倫旗下作戰。哈拉德林人駕馭猛獁（Mumak）作戰，托爾金形容其為現代大象的祖先。在帕蘭諾平原戰役（Battle of the Pelennor Fields），一名配有黑蛇紅盾的酋長領導哈拉德林人作戰。洛汗國王希優頓（Theoden）格殺了那不知名酋長。
在黑門之戰（Battle of the Morannon），哈拉德林人及魔多的其他部隊以絕對優勢攻擊西方軍隊。後索倫因魔戒的摧毀而滅亡，許多哈拉德林人投降及逃亡，也有大量寧死不降的哈拉德林人。
魔戒聖戰結束，踏入第四紀元，哈拉德林人派遣使者晉見伊力薩王，剛鐸及哈拉德林人和解，但依然有部分哈拉德林人對剛鐸存有敵意。

## 特徵

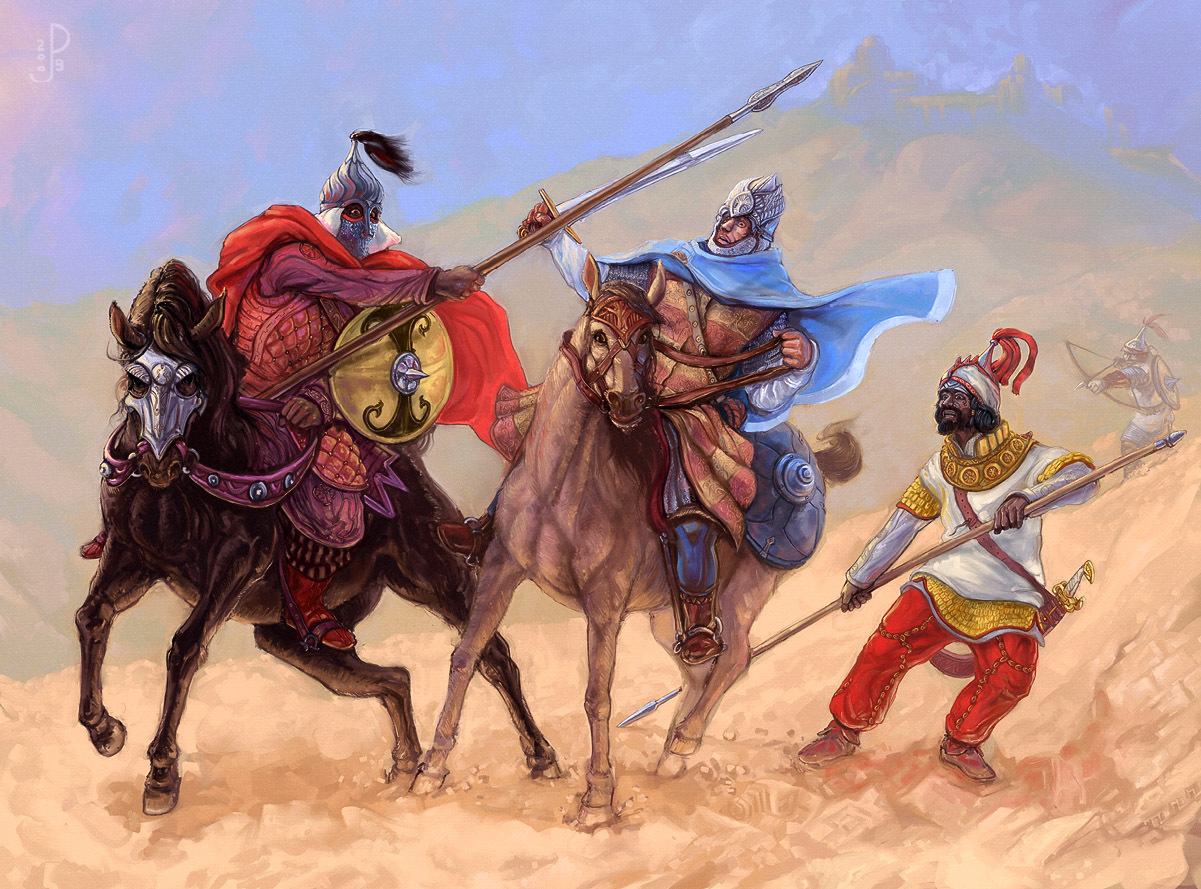
三名哈拉德林騎士正攻擊一名剛鐸騎士。

有關哈拉德林人特徵的描述較含糊，《魔戒二部曲：雙城奇謀》對一些哈拉德林人作出詳細描述。
佛羅多·巴金斯（Frodo Baggins）及山姆·詹吉（Samwise Gamgee）曾遇見法拉墨（Faramir）及其率領的伊西立安軍隊伏擊哈拉德林人，他們並沒有詳細目睹戰事，卻聽到打鬥的聲響以及有一名哈拉德林人屍體躺在他們腳邊，那屍體有褐色皮膚、戴有金飾的黑髮辮子，與其他哈拉德林戰士一樣穿紅戰衣及戴金頸圈。那戰死哈拉德林人的手執長刀，穿有黃銅甲冑。他們也看到猛獁，令山姆又驚又喜。
在《魔戒三部曲：王者再臨》裡，托爾金描述到另一些哈拉德林人：「從遠哈拉德來的黑皮膚野人，他們長得像是食人妖和人類的混血一樣恐怖。」一些讀者認為他們是哈拉德林人和食人妖的混種，有一些卻認為他們只是高大的人類。而之前提及的那一種哈拉德林人則出自索倫。有一證據支持那些人只是人類，托爾金只說到他們「像」食人妖和人類的混血，而且，托爾金在《精靈寶鑽》提及食人妖即使和半獸人也不能混種。

## 改編描述
在彼得·傑克遜（Peter Jackson）執導的電影《魔戒三部曲》，哈拉德林人的外形是參照阿茲特克人及密克羅尼西亞人而來的。設計師華倫·馬西希望讓他們類似於原始部落。
哈拉德林人亦有出現在其他相關的產品。